# Adangme (langue)
Cet article concerne la langue adangme ou adangbe, une langue kwa. Pour le peuple adangme, voir Adangmés. Pour la langue gbe également nommée adangbe ou agotime, voir Adangbe.
L'adangme (ou dangme, adangbe) est une langue kwa parlée par les Adangmés dans le sud-ouest du Ghana.

## Écriture
| majuscules | A | B | D | E | Ɛ | F | G | H | I | J | K | L | M | N | O | Ɔ | P | S | T | U | V | W | Y | Z |
| minuscules | a | b | d | e | ɛ | f | g | h | i | j | k | l | m | n | o | ɔ | p | s | t | u | v | w | y | z |